# NSÍ Runavík
Maillots
Actualités
Le NSÍ Runavík est un club féroïen de football basé à Runavík, fondé le 24 mars 1957. 
Le club a remporté une fois le championnat et deux fois la Coupe des Îles Féroé. 
L'équipe évolue au stade de við Løkin à Runavík.

## Historique
- 1957 : fondation du club
- 2003 : 1re participation à une Coupe d'Europe (C3, saison 2003-2004)
- 2011 : le club termine 4e du championnat et se qualifie pour la Ligue Europa 2012-2013

## Bilan sportif

### Palmarès
- Championnat des îles Féroé
  - Champion : 2007
  - Vice-champion : 2002, 2015, 2018 et 2020

- Coupe des îles Féroé
  - Vainqueur : 1986, 2002, 2017
  - Finaliste : 1980, 1985, 1988, 2004, 2015 et 2021

- Supercoupe des îles Féroé
  - Vainqueur : 2008
  - Finaliste : 2018

### Bilan européen
Note : dans les résultats ci-dessous, le score du club est toujours donné en premier
| Saison    | Compétition             | Tour              | Club                | Domicile | Extérieur | Total  |
| --------- | ----------------------- | ----------------- | ------------------- | -------- | --------- | ------ |
| 2003-2004 | Coupe UEFA              | Tour préliminaire | FK Lyn              | 1 - 1    | 0 - 1     | 1 - 2  |
| 2004-2005 | Coupe Intertoto         | Premier tour      | Esbjerg fB          | 0 - 4    | 1 - 3     | 1 - 7  |
| 2005-2006 | Coupe UEFA              | Premier tour Q    | Liepājas Metalurgs  | 0 - 3    | 0 - 3     | 0 - 6  |
| 2008-2009 | Ligue des champions     | Premier tour Q    | Dinamo Tbilissi     | 1 - 0    | 0 - 3     | 1 - 3  |
| 2009-2010 | Ligue Europa            | Premier tour Q    | Rosenborg BK        | 0 - 3    | 1 - 3     | 1 - 6  |
| 2010-2011 | Ligue Europa            | Premier tour Q    | Gefle IF            | 0 - 2    | 1 - 2     | 1 - 4  |
| 2011-2012 | Ligue Europa            | Premier tour Q    | Fulham FC           | 0 - 0    | 0 - 3     | 0 - 3  |
| 2012-2013 | Ligue Europa            | Premier tour Q    | FC Differdange 03   | 0 - 3    | 0 - 3     | 0 - 6  |
| 2015-2016 | Ligue Europa            | Premier tour Q    | Linfield FC         | 4 - 3    | 0 - 2     | 4 - 5  |
| 2016-2017 | Ligue Europa            | Premier tour Q    | Chakhtior Salihorsk | 0 - 2    | 0 - 5     | 0 - 7  |
| 2017-2018 | Ligue Europa            | Premier tour Q    | Dinamo Minsk        | 0 - 2    | 1 - 2     | 1 - 4  |
| 2018-2019 | Ligue Europa            | Premier tour Q    | Hibernian FC        | 4 - 6    | 1 - 6     | 5 - 12 |
| 2019-2020 | Ligue Europa            | Tour préliminaire | Ballymena United    | 0 - 0    | 0 - 2     | 0 - 2  |
| 2020-2021 | Ligue Europa            | Tour préliminaire | Barry Town United   | 5 - 1    | N/A       | 5 - 1  |
| 2020-2021 | Ligue Europa            | Premier tour Q    | Aberdeen FC         | N/A      | 0 - 6     | 0 - 6  |
| 2021-2022 | Ligue Europa Conférence | Premier tour Q    | FC Honka            | 1 - 3    | 0 - 0     | 1 - 3  |
| 2025-2026 | Ligue Conférence        | Premier tour Q    | HJK Helsinki        | 4 - 0    | 0 - 5 ap  | 4 - 5  |

Légende
- Victoire ou qualification pour le tour suivant.
- Match nul.
- Défaite ou élimination de la compétition.